# Autumn Calls
Autumn Calls to wspólna płyta Tony'ego Wakeforda i Tora Lundvalla. Jest ona połączeniem estetyk tych dwóch muzyków - ambientowe pejzaże Lundvalla łączą się na niej z neofolkowymi aranżacjami na klasyczne instrumentarium Wakeforda.

Płyta wydana w 1998 (zob. 1998 w muzyce) nakładem oficyny Wakeforda, Tursa.

## Spis utworów
1. October
2. A Rain Washed Dream
3. Passing Overhead
4. Birdhouse
5. Those Who Wait
6. Rain Through the Trees
7. Shearing
8. Clear View from Above
9. The Final Green Place
10. Autumn Nails
11. Home from the Harvest
12. They Rise to War
13. Sickness on the Wind
14. Windshield Dream
15. Silent
16. By the Seaside
17. Crows and the Dead
18. Autumn Calls
19. October